# Guadalupe, San José Iturbide
Guadalupe är en ort i Mexiko.   Den ligger i kommunen San José Iturbide och delstaten Guanajuato, i den centrala delen av landet, 220 km nordväst om huvudstaden Mexico City. Guadalupe ligger 2 134 meter över havet och antalet invånare är 342.
Terrängen runt Guadalupe är platt åt nordväst, men åt sydost är den kuperad. Runt Guadalupe är det ganska tätbefolkat, med 124 invånare per kvadratkilometer. Närmaste större samhälle är San José Iturbide, 2,3 km sydväst om Guadalupe. Trakten runt Guadalupe består till största delen av jordbruksmark.